# رود پوسماک
رود پوسماک (انگلیسی: Posmak) یک رودخانه در سرزمین پرم کشور روسیه است.